# حکری
هاکاری یا هکری (ترکی آذربایجانی: Həkəri) یک منطقهٔ مسکونی در جمهوری آرتساخ است که در استان کاشاتاق واقع شده‌است.